# 72
72 (LXXII) var ett skottår som började en onsdag i den julianska kalendern.

## Händelser

### Okänt datum
- Antiochus IV av Syrien avsätts av Vespasianus.
- Vespasianus och Titus blir konsuler i Rom.
- Romarna börjar belägra Masada, ett ökenfort som hålls av judar (offer för sikarierna).
- Romarna grundar staden Flavia Neapolis (nuvarande Nablus).
- Herculestemplet i Brescia uppförs.